# Edoardo Plantageneto, II duca di York
Edoardo Plantageneto in inglese Edward of Norwich, 2nd Duke of York and 1st Duke of Aumale (Norwich, 1373 – Azincourt, 25 ottobre 1415) fu conte di Rutland dal 1390, duca di Aumale dal 1397 al 1399, poi dal 1414 e duca di York dal 1402 fino alla sua morte.

## Origine
Figlio primogenito del duca di York, Edmondo I, (figlio maschio quintogenito di Edoardo III d'Inghilterra) e di Isabella (1355 - 1392), terzogenita del re di Castiglia e León, Pietro I e della moglie segreta Maria di Padilla. La sorella di Isabella, Costanza di Castiglia (1354 - 1394), aveva sposato Giovanni Plantageneto, I duca di Lancaster, figlio maschio quartogenito di Edoardo III d'Inghilterra, quindi fratello di Edmondo.

## Biografia
Edoardo crebbe alla corte del cugino, il re, Riccardo II, che lo prese a benvolere e, nel 1390, lo creò conte di Rutland.
Negli anni che seguirono Edoardo prese parte alle campagne di Riccardo II in Scozia ed Irlanda, guadagnandosi fama di buon militare.
Nel 1397, re Riccardo lo fece duca di Arundel e quando Riccardo II, nel 1399, venne deposto da Enrico Boolimbroke, Edoardo si vide privare dei suoi titoli, per cui, nel 1400, prese parte ad una congiura per assassinare l'usurpatore, Enrico Boolimbroke, divenuto re, Enrico IV. La congiura fallì ed Edoardo, pentito, forse tradendo i cospiratori, riuscì a ottenere il perdono del re, grazie anche all'intercessione di suo padre Edmondo, ma il ducato di Arundel non gli venne restituito.
Nel 1402, alla morte del padre, Edoardo di Norwich gli succedette come secondo duca di York e secondo conte di Cambridge.

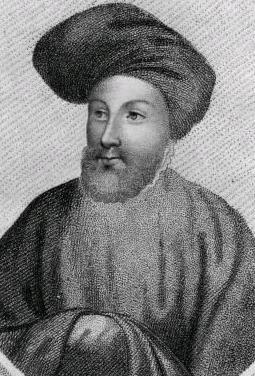
Edoardo di Norwich

Dopo la morte di Riccardo II, nel 1400, Edmondo era rimasto fedele al Casato dei Lancaster, ma, nel 1405, si fece coinvolgere nel rapimento dei due giovani Mortimer, Edmondo, quinto conte di March, e Ruggero, da Windsor, dove il casato di Lancaster li teneva relegati. In un primo tempo, il duca di York, Edoardo, fu imprigionato e le sue terre confiscate, ma poi venne perdonato e rientrò in possesso di titoli e terre.
In seguito Edoardo fu lealmente fedele alla casata di Lancaster e, nel 1413, alla morte di Enrico IV, si mise a disposizione del nuovo re, il figlio di Enrico IV, Enrico V, che, nel maggio del 1414, gli restituì il ducato di Aumale e poi, nel 1415, lo volle tra i suoi comandanti, per l'invasione della Francia.
Quando la partenza per la Normandia era già stata programmata, il fratello di Edoardo, Riccardo, nel luglio 1415, con altri nobili aveva organizzato una congiura, che si proponeva di porre il quinto conte di March, Edmondo sul trono al posto di Enrico V.
Edoardo, non solo non partecipò alla congiura, ma prese parte alla spedizione francese, e il 13 agosto 1415, con la flotta inglese arrivò a Cap de la Hève, alla foce della Senna, nei pressi di Le Havre. In ottobre, Enrico V, coi suoi 13.000 soldati, si avviò verso Calais, con l'intenzione di svernare, ma arrivato in Piccardia, l'esercito inglese si trovò di fronte l'armata francese, composta da ben 50.000 uomini. Nonostante il parere negativo del duca di Berry, Giovanni, alle undici del 24 ottobre del 1415, si iniziò ad Azincourt, una battaglia che alle quattro del pomeriggio era già finita con un disastro francese ove morirono, combattendo per la Francia, circa 10.000 uomini tra cui i due fratelli di Giovanni Senza Paura, duca di Borgogna, Antonio, Duca del Brabante e Filippo, Conte di Nevers, mentre il duca d'Orleans, Carlo cadde prigioniero.
Edoardo morì combattendo nella battaglia di Azincourt guidando l'avanguardia dell'esercito inglese e con Michael de la Pole, 3º Conte di Suffolk, furono i soli nobili inglesi di primo piano che persero la vita nella battaglia.

Essendo Edoardo senza figli il suo parente maschio più prossimo, Riccardo Plantageneto, III duca di York, figlio di suo fratello, Riccardo, gli subentrò nel titolo, ereditandone le terre, nonostante qualche esitazione di Enrico V.

## Matrimonio e figli[6]
Dopo essere stato fidanzato, per due anni, dal 1380 al 1382, con la principessa portoghese, Beatrice del Portogallo (1372-1408), figlia del re del Portogallo, Ferdinando I, e di Eleonora Telles de Menezes, che sfumò quando il Portogallo fece la pace con la Castiglia.
Tra il 1397 e il 1398, Edoardo sposò la figlia di Giovanni di Mohun 2º signore di Mohun e di Joan di Burghersh, Filippa di Mohun (ca. 1375-1431), che era già vedova di Walter FitzWalter († 1386) e John Golafre († 1396). Comunque Edoardo non ebbe figli da Filippa e di lui non si conoscono anche discendenti illegittimi.

## Nella letteratura
William Shakespeare mette Edoardo di Norwich tra i personaggi di due sue opere:
- col titolo di duca di Aumerle è tra i protagonisti del Riccardo II
- mentre col titolo di duca di York è uno dei personaggi minori dell'Enrico V.

## Ascendenza
|                                       |                         |                               | Genitori                      |  |  | Nonni |  |  | Bisnonni                 |  |  | Trisnonni               |  |
|                                       |                         |                               |                               |  |  |       |  |  | Edoardo II d'Inghilterra |  |  | Edoardo I d'Inghilterra |  |
|                                       |                         |                               |                               |  |  |       |  |  | Edoardo II d'Inghilterra |  |  | Edoardo I d'Inghilterra |  |
|                                       |                         | Eleonora di Castiglia         |                               |  |  |       |  |  | Edoardo II d'Inghilterra |  |  |                         |  |
| Edoardo III d'Inghilterra             |                         |                               |                               |  |  |       |  |  | Edoardo II d'Inghilterra |  |  |                         |  |
|                                       |                         | Isabella di Francia           | Filippo IV di Francia         |  |  |       |  |  |                          |  |  |                         |  |
|                                       |                         | Isabella di Francia           | Filippo IV di Francia         |  |  |       |  |  |                          |  |  |                         |  |
|                                       |                         | Isabella di Francia           | Giovanna I di Navarra         |  |  |       |  |  |                          |  |  |                         |  |
| Edmondo Plantageneto, I duca di York  |                         | Isabella di Francia           |                               |  |  |       |  |  |                          |  |  |                         |  |
|                                       |                         | Guglielmo I di Hainaut        | Giovanni I di Hainaut         |  |  |       |  |  |                          |  |  |                         |  |
|                                       |                         | Guglielmo I di Hainaut        | Giovanni I di Hainaut         |  |  |       |  |  |                          |  |  |                         |  |
|                                       |                         | Guglielmo I di Hainaut        | Filippa di Lussemburgo        |  |  |       |  |  |                          |  |  |                         |  |
| Filippa di Hainaut                    |                         | Guglielmo I di Hainaut        |                               |  |  |       |  |  |                          |  |  |                         |  |
|                                       |                         | Giovanna di Valois            | Carlo di Valois               |  |  |       |  |  |                          |  |  |                         |  |
|                                       |                         | Giovanna di Valois            | Carlo di Valois               |  |  |       |  |  |                          |  |  |                         |  |
|                                       |                         | Giovanna di Valois            | Margherita d'Angiò            |  |  |       |  |  |                          |  |  |                         |  |
| Edoardo Plantageneto, II duca di York |                         | Giovanna di Valois            |                               |  |  |       |  |  |                          |  |  |                         |  |
|                                       | Alfonso XI di Castiglia | Ferdinando IV di Castiglia    |                               |  |  |       |  |  |                          |  |  |                         |  |
|                                       | Alfonso XI di Castiglia | Ferdinando IV di Castiglia    |                               |  |  |       |  |  |                          |  |  |                         |  |
|                                       | Alfonso XI di Castiglia | Costanza del Portogallo       |                               |  |  |       |  |  |                          |  |  |                         |  |
| Pietro I di Castiglia                 | Alfonso XI di Castiglia |                               |                               |  |  |       |  |  |                          |  |  |                         |  |
|                                       |                         | Maria del Portogallo          | Alfonso IV del Portogallo     |  |  |       |  |  |                          |  |  |                         |  |
|                                       |                         | Maria del Portogallo          | Alfonso IV del Portogallo     |  |  |       |  |  |                          |  |  |                         |  |
|                                       |                         | Maria del Portogallo          | Beatrice di Castiglia         |  |  |       |  |  |                          |  |  |                         |  |
| Isabella di Castiglia                 |                         | Maria del Portogallo          |                               |  |  |       |  |  |                          |  |  |                         |  |
|                                       |                         | Juan Diego García de Padilla  | García de Padilla             |  |  |       |  |  |                          |  |  |                         |  |
|                                       |                         | Juan Diego García de Padilla  | García de Padilla             |  |  |       |  |  |                          |  |  |                         |  |
|                                       |                         | Juan Diego García de Padilla  | Leonor de Vera                |  |  |       |  |  |                          |  |  |                         |  |
| Maria di Padilla                      |                         | Juan Diego García de Padilla  |                               |  |  |       |  |  |                          |  |  |                         |  |
|                                       |                         | María Fernández de Henestrosa | Fernán González de Hinestrosa |  |  |       |  |  |                          |  |  |                         |  |
|                                       |                         | María Fernández de Henestrosa | Fernán González de Hinestrosa |  |  |       |  |  |                          |  |  |                         |  |
|                                       |                         | María Fernández de Henestrosa | Aldonza Ramírez de Silva      |  |  |       |  |  |                          |  |  |                         |  |
|                                       |                         | María Fernández de Henestrosa |                               |  |  |       |  |  |                          |  |  |                         |  |